# Куала Лумпур
Куала Лумпур (на малайски: Kuala Lumpur) е столицата на Федерация Малайзия.
Градът е разположен на полуостров Малака и наброява 1 453 978 жители към 1 януари 2005 г.
Многократно е разрушаван и възстановяван през вековете. Сега е един от най-модерните и динамично развиващи се градове в Азия. В Куала Лумпур започва модерно строителство след Втората световна война и особено след обявяването на независимостта на Малайзия.
Тук се намират Кулите на Петронас, които бяха най-високите сгради в света. Градът е седалище на много финансови и търговски корпорации. Той е и главен промишлен център на Малайзия.

## Забележителности
- „Кулите на Петронас“, символът на Азия и поглед към града от въздушния мост (Скайбридж), свързващ двете сгради, издигнат между 41-вия и 42-рия етаж (на 170 м височина) на 452-метровите сгради.
- Националния парк Селангор, където с типична малайзийска дървена лодка ще плавате по р. Селангор.
- „Златният триъгълник“ – Кралският дворец, Площада на независимостта и „Мажит Ямек“ – ядрото на стария град
- Batu Caves – уникални варовикови пещери, в които хиндуистите са изградили свой храм, намиращи се само на 13 км от Куала Лумпур.
- National Zoo – зоологическа градина, която се намира на 13 км от града – основна атракция. Зоопаркът е отворен през цялата седмица от 9 до 18 ч.
- AquariaKLCC. Богатото разнообразие на подводния свят и храненето на пирани и акули представлява интерес за малки и големи. Аквариумът се намира в Convention Center, само на няколко минути от Pavilion по пътя към кулите „Петронас“.

## Други
В Куала Лумпур има много молове. Най-луксозният е Starhill Gallery, състоящ се от 7 етажа луксозни магазини и заведения. Свързан е директно с хотелите Ritz Carlton и JW Marriott. Една от най-новите шопинг-сензации на града е Pavilion. Намира се точно срещу „Starhill Gallery“.
Третият мол е KLCC, който се намира под кулите „Петронас“.
Hай-хубавите ресторанти се намират в приземния етаж на Starhill Gallery. Заведенията в Pavilion и по оживената уличка, минаваща край него. Skybar, намиращ се на 33-тия етаж в хотел The Traders.

## Личности
- Майкъл Гоф (р. 1914), британски киноартист